# Seweryniwka (Schmerynka)
Seweryniwka (ukrainisch Северинівка; russisch Севериновка Sewerinowka, polnisch Sewerynówka) ist ein Dorf im Süden der ukrainischen Oblast Winnyzja mit etwa 1800 Einwohnern (2004).

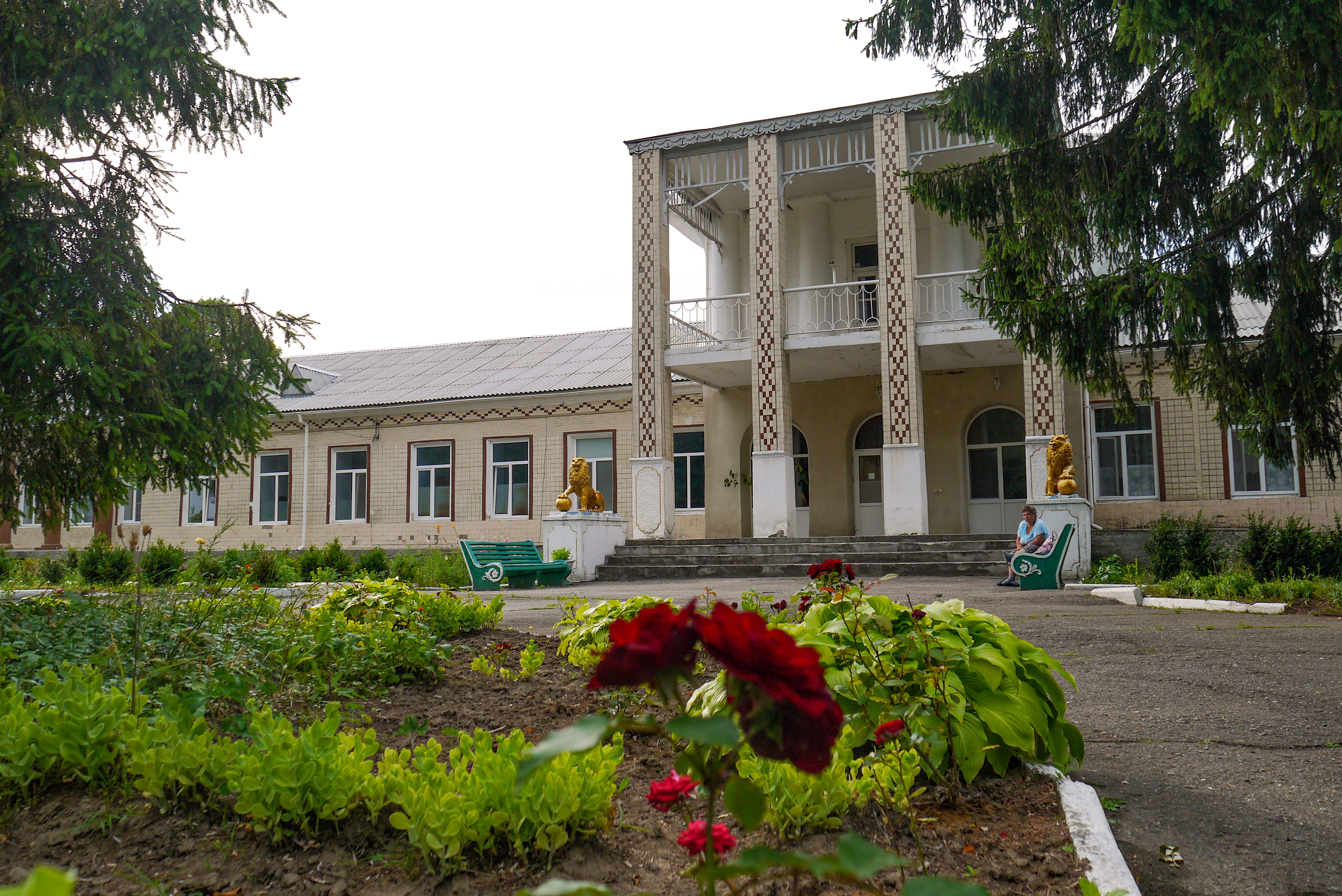
Palast- und Parkensemble des Orlowsky-Anwesens

Das Dorf in der historischen Landschaft Podolien liegt an der Territorialstraße T–02–41 und am Ufer des Riw (Рів), einem 104 km langen Nebenfluss des Südlichen Bugs 18 km westlich vom Rajonzentrum Schmerynka und 53 km südwestlich vom Oblastzentrum Winnyzja.

## Verwaltungsgliederung
Am 9. September 2016 wurde das Dorf zum Zentrum der neugegründeten Landgemeinde Seweryniwka (Северинівська сільська громада/Seweryniwska silska hromada), zu dieser zählten auch die 4 Dörfer Holubiwka, Sloboda-Tschernjatynska, Tokariwka und Tschernjatyn sowie die 2 Ansiedlungen Chatky und Matejkowe, bis dahin bildete es zusammen mit dem Dorf Dowschok die gleichnamige Landratsgemeinde Seweryniwka (Северинівська сільська рада/Seweryniwska silska rada) im Westen des Rajons Schmerynka.
Am 12. Juni 2020 kamen noch weitere 10 in der untenstehenden Tabelle aufgelisteten Dörfer sowie die Ansiedlungen Melnyky
und Schewtschenkowe zum Gemeindegebiet.
Folgende Orte sind neben dem Hauptort Seweryniwka Teil der Gemeinde:
| Name                     | Name                 | Name                                             |
| ukrainisch transkribiert | ukrainisch           | russisch                                         |
| ------------------------ | -------------------- | ------------------------------------------------ |
| Chatky                   | Хатки                | Хатки (Chatki)                                   |
| Holubiwka                | Голубівка            | Голубовка (Golubowka)                            |
| Kudijiwzi                | Кудіївці             | Кудиевцы (Kudijewzy)                             |
| Mankiwzi                 | Маньківці            | Маньковцы (Mankowzy)                             |
| Matejkowe                | Матейкове            | Матейково (Mateikowo)                            |
| Melnyky                  | Мельники             | Мельники (Melniki)                               |
| Melnyky                  | Мельники             | Мельники (Melniki)                               |
| Oleksandriwka            | Олександрівка        | Александровка (Aleksandrowka)                    |
| Powal                    | Повал                | Повал                                            |
| Roschepy                 | Рожепи               | Рожепы                                           |
| Schewtschenkowe          | Шевченкове           | Шевченково (Schewtschenkowo)                     |
| Serbyniwzi               | Сербинівці           | Сербиновцы (Serbinowzy)                          |
| Sloboda-Meschyriwska     | Слобода-Межирівська  | Слобода-Межировская (Sloboda-Meschirowskaja)     |
| Sloboda-Tschernjatynska  | Слобода-Чернятинська | Слобода-Чернятинская (Sloboda-Tschernjatinskaja) |
| Stodulzi                 | Стодульці            | Стодульцы (Stodulzy)                             |
| Tokariwka                | Токарівка            | Токаревка (Tokarewka)                            |
| Tschernjatyn             | Чернятин             | Чернятин (Tschernjatin)                          |
| Uljaniwka                | Улянівка             | Ульяновка (Uljanowka)                            |